# Corralito (San Javier)
Corralito es un paraje perteneciente a la comuna de Luyaba, Departamento San Javier, Provincia de Córdoba. Ubicada al sur del Valle de Traslasierra sobre el km 160 de la Ruta Provincial 14 entre Luyaba y La Paz, aproximadamente a 73 km de Villa Cura Brochero y a 15 km de Merlo, provincia de San Luis. Hacia el norte se encuentra San Javier a 20 km. Todos los caminos están asfaltados.
Este paraje ofrece, como todos los pueblitos de la zona, la tranquilidad de sus calles y el verde de sus paisajes, siendo las caminatas y cabalgatas las actividades predilectas.
Existe allí uno de los establecimientos productores de aceite de oliva más grandes de la zona, Sierra Pura con sus más de 40 hectáreas de olivares, abre sus puertas a los visitantes ofreciendo recorrer el establecimiento y deleitarse con la degustación de los distintos aceites que ahí producen de manera artesanal.
Corralito también cuenta con talleres artesanales y establecimientos productores de licores, hierbas y vegetales deshidratados.